# M 1-42
M 1-42 é uma nebulosa planetária na direção da constelação de Sagittarius, a 10 000 anos-luz da Terra. A nebulosa foi chamada de "Nebulosa Olho de Sauron" pela semelhança ao vilão de O Senhor dos Anéis.